# Laxmanpur
Laxmanpur (nep. लक्ष्मणपुर) – gaun wikas samiti w zachodniej części Nepalu w strefie Bheri w dystrykcie Banke. Według nepalskiego spisu powszechnego z 2001 roku liczył on 743 gospodarstw domowych i 4610 mieszkańców (2215 kobiet i 2395 mężczyzn).